# Sminthopsis archeri
Sminthopsis archeri är en pungdjursart som beskrevs av Van Dyck 1986. Sminthopsis archeri ingår i släktet Sminthopsis och familjen rovpungdjur. IUCN kategoriserar arten globalt som otillräckligt studerad. Inga underarter finns listade.
Pungdjuret förekommer på södra Nya Guinea och på Kap Yorkhalvön (Australien). Arten vistas där i öppna skogar och hedområden.
Honor är med en kroppslängd (huvud och bål) av 83 till 85 mm och en svanslängd av 82 till 87 mm lite mindre än hannar. Exemplar av hankön har en 98 till 107 mm lång kropp och därtill kommer en 92 till 105 mm lång svans. En hona vägde 12 g och hannar antas väga 16 g. Pälsen på ovansidan har en ljusbrun till ljusgrå färg och kring varje öga finns en smal svart ring.
Arten beskrev efter en population från södra Nya Guinea som hittades under 1970-talet. Revisioner i australiska museer visade att samma art förekommer i nordöstra Australien och att det finns kvarlevor som insamlades 1898 samt 1933. Efter artens vetenskapliga beskrivning upptäcktes även levande exemplar i norra Australien. Året 2003 hittades en individ betydlig längre söderut i Blackbraes nationalpark. Sminthopsis archeri vistas i låglandet och i låga bergstrakter upp till 1000 meter över havet.